# Robert Bellingham
Sir Robert Bellingham war ein englischer Ritter.

## Leben
Robert Bellingham diente König Heinrich VII. als Esquire to the Kings Body und kämpfte in der letzten Schlacht der Rosenkriege am 16. Juni 1487 bei Stoke. Hier gelang es Robert Bellingham den Betrüger Lambert Simnel, der sich als Richard of Shrewsbury, 1. Duke of York, den Thronfolger des Hauses York ausgab, gefangen zu nehmen.
Am 2. September 1487 drang Bellingham mit 20 Mann in das Haus von John Beaufitz ein und entführte dessen Tochter Margery, seine Angebetete. Diese schien aber durchaus willig gewesen zu sein und beide heirateten.
König Henry war hierüber aber sehr verärgert und ließ Bellingham in Warwick inhaftieren. Als es im Juli 1488 zur Verhandlung kam, fiel der Prozess aber in sich zusammen, da Bellingham in der Zwischenzeit anscheinend mit John Beaufitz Frieden geschlossen hatte.
Robert Bellingham versuchte in den folgenden Jahren wieder die Gunst seines Königs zu erlangen, kämpfte 1492 bei der Belagerung von Boulogne und wurde schließlich 1494 zum Bailiff of the Royal Estates at Sutton und 1496 zum Sergeant Porter ernannt.
Beim Feldzug gegen Schottland wurde Bellingham am 30. September 1497 durch Thomas Howard, 1. Earl of Surrey zum Knight Bachelor geschlagen.